# Sean Colson
Pour les articles homonymes, voir Colson.
Sean Colson né le 1er juillet 1975 à Philadelphie est un joueur américain de basket-ball évoluant au poste de meneur. Il mesure 1,82 m.

## Biographie
Sean Colson est l'un des meilleurs meneurs de Pro A de la saison 2007-2008, avec la meilleure évaluation. Il termine la saison meilleur marqueur avec 21,3 points en moyenne par rencontre et meilleur passeur (8,3 passes décisives en moyenne).
Il a mené l'équipe du Hyères Toulon Var Basket jusqu'à la demi-finale de la Semaine des As 2008 à Toulon (perdue 72-71 contre Vichy). Demi-finale au cours de laquelle il s'est blessé quelques minutes avant la fin de la rencontre (rupture du tendon d'Achille).

## Clubs successifs
- 2000-2001 : 
  -  Hawks d'Atlanta (NBA)
  - puis  Rockets de Houston (NBA)
- 2001-2002 :  Euro Roseto (LegA)
- 2002-2003 :  Idea Slask Wroclaw
- 2003-2004 : 
  -  Dynamo Moscou Region (Superligue)
  - puis  Cimberio Novara (LegA)
  - puis  BK Kiev (Superligue)
- 2004-2005 :  Pepsi Caserta (Lega Due)
- 2006-2007 : 
  -  Cimberio Novara (LegA)
  - puis  Besancon (Pro A)
- 2007-2008 :  Hyères Toulon Var Basket (Pro A)
- 2008 :  Erdemir SK
- 2009-2010 :  Antranik Beyrouth